# هالیدیز چک ایرلاینز
هالیدیز چک ایرلاینز (به انگلیسی: Holidays Czech Airlines) یک شرکت هواپیمایی با کد یاتا HC است که در تاریخ ۱ ژوئن ۲۰۱۰ میلادی تأسیس شده و در تاریخ ۱ اوت ۲۰۱۰ فعالیتش را آغاز کرده‌است. دفتر مرکزی هالیدیز چک ایرلاینز در فرودگاه پراگ رازیون واقع شده‌است.